# Томович, Стефан
Стефан Томович (серб. Стефан Томовић; род. 14 октября 2001, Крушевац) — сербский футболист, полузащитник клуба «Спартак».

## Клубная карьера
Томович — воспитанник клубов «Трайлан Крушевац» и «Бродарач». В 2021 году игрок подписал контракт с клубом «Пролетер». 7 февраля в матче против «Рада» он дебютировал в сербской Суперлиге. 17 февраля в поединке против «Бачка-Паланка» Стефан забил свой первый гол за «Пролетер». Летом 2022 года Томович перешёл в «Чукарички». 9 июля в матче против ТСЦ он дебютировал за новую команду. 4 февраля 2023 года в поединке против «Спартака» из Суботицы Стефан забил свой первый гол за «Чукарички».
В начале 2024 года Томович подписал контракт со «Спартаком» из Суботицы. 12 февраля в матче против «Напредака» он дебютировал за новый клуб.